# India en los Juegos Olímpicos de Barcelona 1992
India estuvo representada en los Juegos Olímpicos de Barcelona 1992 por un total de 52 deportistas, 46 hombres y 6 mujeres, que compitieron en 12 deportes.
La portadora de la bandera en la ceremonia de apertura fue la atleta Shiny Abraham. El equipo olímpico indio no obtuvo ninguna medalla en estos Juegos.